# Embalse de la Sotonera
Embalse de la Sotonera är en sjö i Spanien.   Den ligger i provinsen Provincia de Huesca och regionen Aragonien, i den nordöstra delen av landet, 300 km nordost om huvudstaden Madrid. Embalse de la Sotonera ligger 414 meter över havet. Arean är 14,6 kvadratkilometer. Trakten runt Embalse de la Sotonera består till största delen av jordbruksmark. Den sträcker sig 5,8 kilometer i nord-sydlig riktning, och 5,4 kilometer i öst-västlig riktning.